# Robert af Orléans
Prins Robert af Orléans, hertug af Chartres (født 9. november 1840, død 5. december 1910) var en fransk prins, der var sønnesøn af kong Ludvig-Filip af Frankrig og dattersøn af arvestorhertug Frederik Ludvig af Mecklenburg-Schwerin.
Fra 1926 blev nogle af hans efterkommere tronprætendenter til den franske trone. Én af hans døtre giftede sig med prins Valdemar af Danmark, der var søn af Christian 9. af Danmark.

## Forældre
Robert af Orléans var en yngre søn af den franske kronprins Ferdinand Filip af Orléans, hertug af Chartres og Helene af Mecklenburg-Schwerin.

## Børn
Robert af Orléans giftede sig med sin kusine Françoise af Orléans. De fik fem børn;
1. prinsesse Marie af Orléans (1865–1909), som i 1885 giftede sig med prins Valdemar af Danmark, (den yngste søn af kong Christian 9. af Danmark.
2. prins Robert af Orléans (1866–1885).
3. prins Henri af Orléans (1867–1901), opdagelsesrejsende.
4. prinsesse Marguerite af Orléans (1869–1940), som i 1896 giftede sig med Marie-Armand-Patrice de Mac-Mahon, hertug af Magenta, søn af general (marskal fra 1859) og præsident (1873–1879) Patrice Mac-Mahon. Som helt ung havde Marguerite af Orléans været forelsket i den senere kong Christian 10. af Danmark.
5. Jean af Guise (1874–1940), hertug af Guise, Fra 1926 var han prætendent til titlen "Johan 2. af Frankrig". Efter 1940 har Jeans søn, sønnesøn og oldesøn efterfulgt ham som tronprætendenter.

## Ordner
Robert af Orléans havde ordner fra syv forskellige lande.
Han blev ridder af Elefantordenen ved sin datters bryllup med en dansk kongesøn i 1885.